# هيميكو
هيميكو أو بيميكو (اليابانية: 卑弥呼) هي ملكة أسطورية شامانية لليابان، وردت قصصها في الأساطير اليابانية والصينية. كانت ملكة ياماتاي وألتي كانت لها علاقات مع مملكة تساو واي في الصين، وذكر أنه كان لها علاقة مع الإمبراطورة جينغو. ذكر أن حكمها بدأ في كيوشو أثناء فترة حروب أهلية في اليابان، ذكر أنها حكمت لمدة 59 سنة من سنة 189 إلى سنة 248. تذكر المصادر الصينية أنه أثناء الحرب الأهلية والصراع بين الحكام ظهرت امرأة عزباء مطالبة بالحكم، وقد تمكنت من كسب شعبية الناس بواسطة السحر والشعوذة لتصبح هي الحاكمة الوحيدة، وبعد استلامها للحكم رفضت أن يتم رؤيتها من قبل الناس، سمحت لبعض النساء من خادماتها برؤيتها ولم تسمح للرجال أن يقوموا برؤيتها ما عدا رجل واحد كانت تتركه ليتولى شؤون الحكم وكان يعتقد أن ذلك الرجل هو شقيقها الأصغر. كانت تستقر في مبنى مكون من عدة أبراج وأسوار مع حرس مسلحين كثر.
أما في الأساطير اليابانية فقد ورد أقدم ذكر لها في سنة 712 ميلادية في سجلات كوجيكي. وقد اختلفت السجلات في تاريخ حكمها وقد ذكر بكونها عمة الإمبراطور سوجين ألذي حكم من سنة 97 إلى سنة 30 ق م، وذكر أنها كانت ابنة الإمبراطور كوريه. في حين أن سجلات أخرى ذكرت بكونها ابنة الإمبراطور سوينين. وسجلات أخرى ذكرت بكونها ابنة الإمبراطورة جينغو والإمبراطور تشواي وألذي حكم من سنة 192 إلى سنة 200. وقد ذكر في الأساطير اليابانية أنها أقدمت على الإنتحار بعد علمها بزواجها من إله أفعى مخادع.